# Lư Nhất Vũ
Lê Văn Gắt, thường được biết đến với nghệ danh Lư Nhất Vũ (13 tháng 5 năm 1936 – 29 tháng 3 năm 2025), là một nam nhạc sĩ người Việt Nam. Ông từng là Ủy viên Ban thư ký Hội nhạc sĩ Việt Nam khóa III và phó tổng thư ký hội âm nhạc Thành phố Hồ Chí Minh vào năm 1981, đồng thời từng là Phân viện trưởng Phân viện Âm nhạc tại Thành phố Hồ Chí Minh. Ông được biết đến qua nhạc phẩm "Bài ca đất phương Nam", bài hát chủ đề của Đất phương Nam.

## Sự nghiệp
Tháng 6 năm 1962, tốt nghiệp khoa sáng tác của trường Âm nhạc Việt nam (nay là Nhạc viện Hà Nội), sau đó về nhận công tác ở Đoàn ca múa miền Nam.
Năm 1967, ông công tác tại phòng chỉ đạo Văn công thuộc Vụ Âm nhạc và múa, theo dõi chỉ đạo hoạt động của Đoàn ca múa nhân dân Việt Bắc, Tây Bắc, Tây Nguyên.
Năm 1970, Lư Nhất Vũ trở về chiến trường miền Nam Việt Nam, công tác ở Tiểu ban Văn nghệ giải phóng, hoạt động ở chiến trường miền Tây Nam bộ.
Sau năm 1975, ông công tác ở cơ quan Văn nghệ Giải phóng, sau đó là Viện Nghiên cứu Âm nhạc (sau này là Viện Văn hóa Nghệ thuật tại TP HCM) cho đến nay.

## Các tác phẩm tiêu biểu
Chiều trên bản Mèo (1961, hợp xướng), Hàng em mang tới chiến hào (1964), Cô gái Sài Gòn đi tải đạn (Giải A của Hội Nhạc sĩ Việt Nam và Ban Thống nhất Trung ương), Bên tượng đài Bác Hồ, Hãy yên lòng mẹ ơi, Tiếng cồng vượt thác, Hòn Khoai (nhạc cảnh). Đã xuất bản hai tuyển tập Tiếng đàn quê em và Hãy yên lòng mẹ ơi . nhạc cho kịch múa (Truyền thuyết về cây đàn đá, Tay không thắng giặc), Bài ca đất Phương Nam, Chú bé đi tìm cha (phim Đất Phương Nam), Tỳ bà khúc (phim Thanh gươm để lại), Lời ru sau cơn giông (phim Còn lại một mình), Tiếng đàn Thạch Sanh (phim Thạch Sanh - Lý Thông), Lý Mù U (dân ca Trung Bộ)...
Ông có một loạt những công trình nghiên cứu đồ sộ về dân ca các miền Nam bộ đã xuất bản (cùng viết với một số tác giả Lê Giang, Nguyễn Đồng Nai, Thạch An, Nguyễn Văn Hoa, Quách Vũ): Dân ca Bến Tre, Kiên Giang, Cửu Long, Sông Bé, Hậu Giang...